# Episodi di The Deuce - La via del porno (seconda stagione)
La seconda stagione della serie televisiva The Deuce - La via del porno, composta da 9 episodi, è stata trasmessa sul canale statunitense HBO dal 9 settembre al 4 novembre 2018.
In Italia, la stagione è andata in onda in prima visione sul canale satellitare Sky Atlantic dal 15 ottobre al 12 novembre 2018.
| nº | Titolo originale                  | Titolo italiano           | Prima TV USA      | Prima TV Italia  |
| -- | --------------------------------- | ------------------------- | ----------------- | ---------------- |
| 1  | Our Raison d'Etre                 | La nostra "Raison d'Etre" | 9 settembre 2018  | 15 ottobre 2018  |
| 2  | There’s an Art to This            | Ci vuole arte             | 16 settembre 2018 | 15 ottobre 2018  |
| 3  | Seven-Fifty                       | Sette e cinquanta         | 23 settembre 2018 | 22 ottobre 2018  |
| 4  | What Big Ideas                    | Grandi idee               | 30 settembre 2018 | 22 ottobre 2018  |
| 5  | All You'll Be Eating Is Cannibals | Retate a sorpresa         | 7 ottobre 2018    | 29 ottobre 2018  |
| 6  | We're All Beasts                  | Siamo tutti delle bestie  | 14 ottobre 2018   | 29 ottobre 2018  |
| 7  | The Feminism Part                 | L'ala femminista          | 21 ottobre 2018   | 5 novembre 2018  |
| 8  | Nobody Has to Get Hurt            | Nessuno si farà male      | 28 ottobre 2018   | 5 novembre 2018  |
| 9  | Inside the Pretend                | Dentro la finzione        | 4 novembre 2018   | 12 novembre 2018 |